# Sonde (Zahnmedizin)

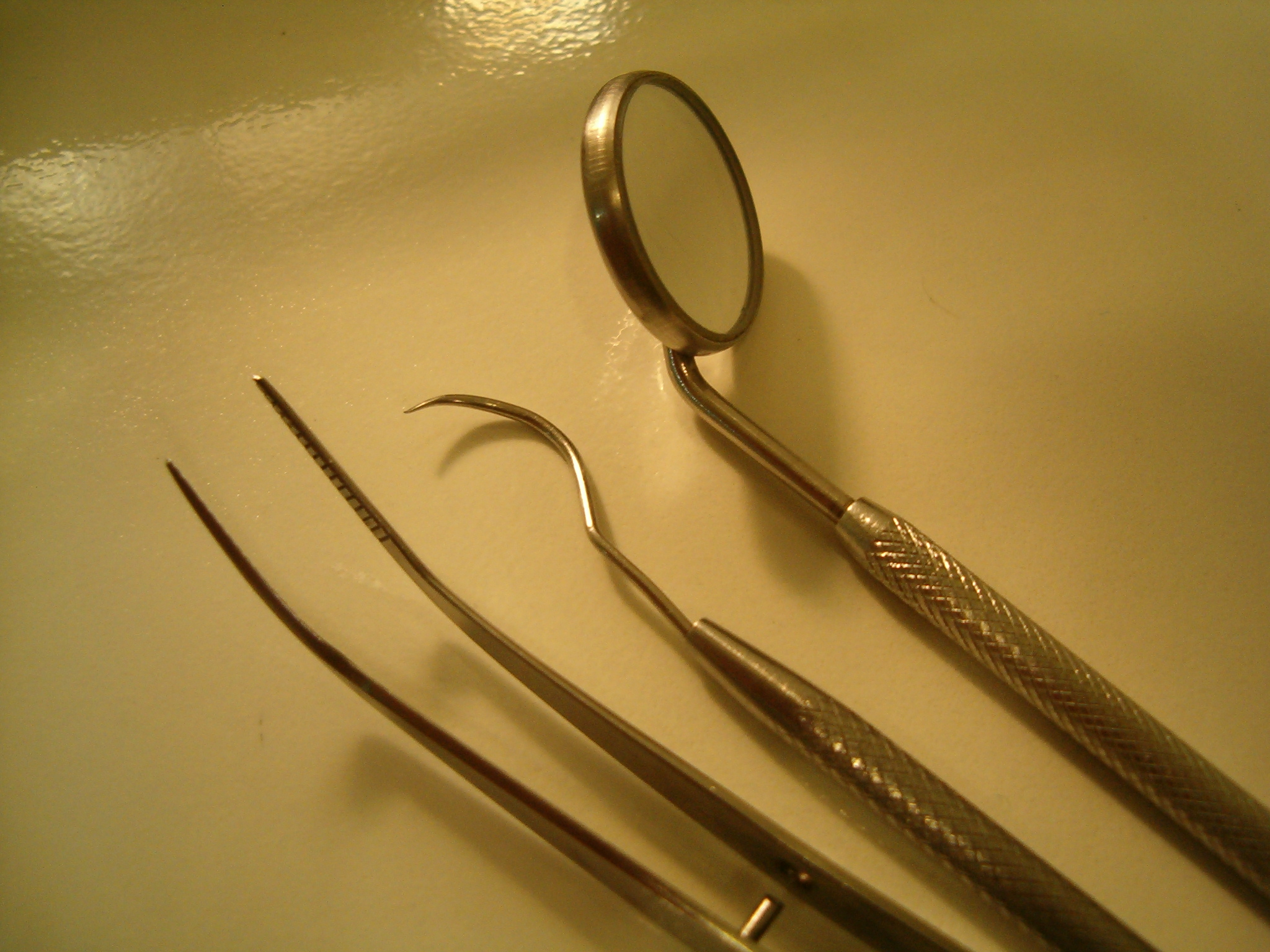
Grundinstrumentarium zur zahnärztlichen Untersuchung:
Spiegel, Sonde, Pinzette

Eine Sonde (französ. sonde, Sonde) bezeichnet in der Zahnmedizin ein Instrument zur Untersuchung von Zähnen und Zahnfleisch. Sie gehört zum zahnärztlichen Grundinstrumentarium, das in der Regel durch die Zahnmedizinische Fachangestellte vor Beginn einer Behandlung bei jedem Patienten frisch aufgelegt wird. Man unterscheidet zunächst Sonden zur Untersuchung von Hartgewebe und Sonden zur Untersuchung der Gingiva (Parodontalsonden). Darüber hinaus werden zahnärztliche Sonden in der Zahntechnik verwendet.

## Sonden für Hartgewebe
Mit diesen Sonden lassen sich kariös erweichte Stellen im Zahnschmelz während der zahnärztlichen Untersuchung diagnostizieren. Darüber hinaus lassen sich Rauhigkeiten an der Zahnoberfläche feststellen. Sonden dienen auch zur Überprüfung des dichten Randschlusses von Kronen und Inlays.
Man unterscheidet verschiedene Formen zahnärztlicher Sonden, die ein- oder doppelendig, kurz oder lang, klein und groß sein können:
- Universalsonde, gebogen oder abgewinkelt
- Kuhhornsonde,
- Vor- und Rückhakensonde
- Häkchensonde
- Sichelförmige Sonde

## Parodontalsonden

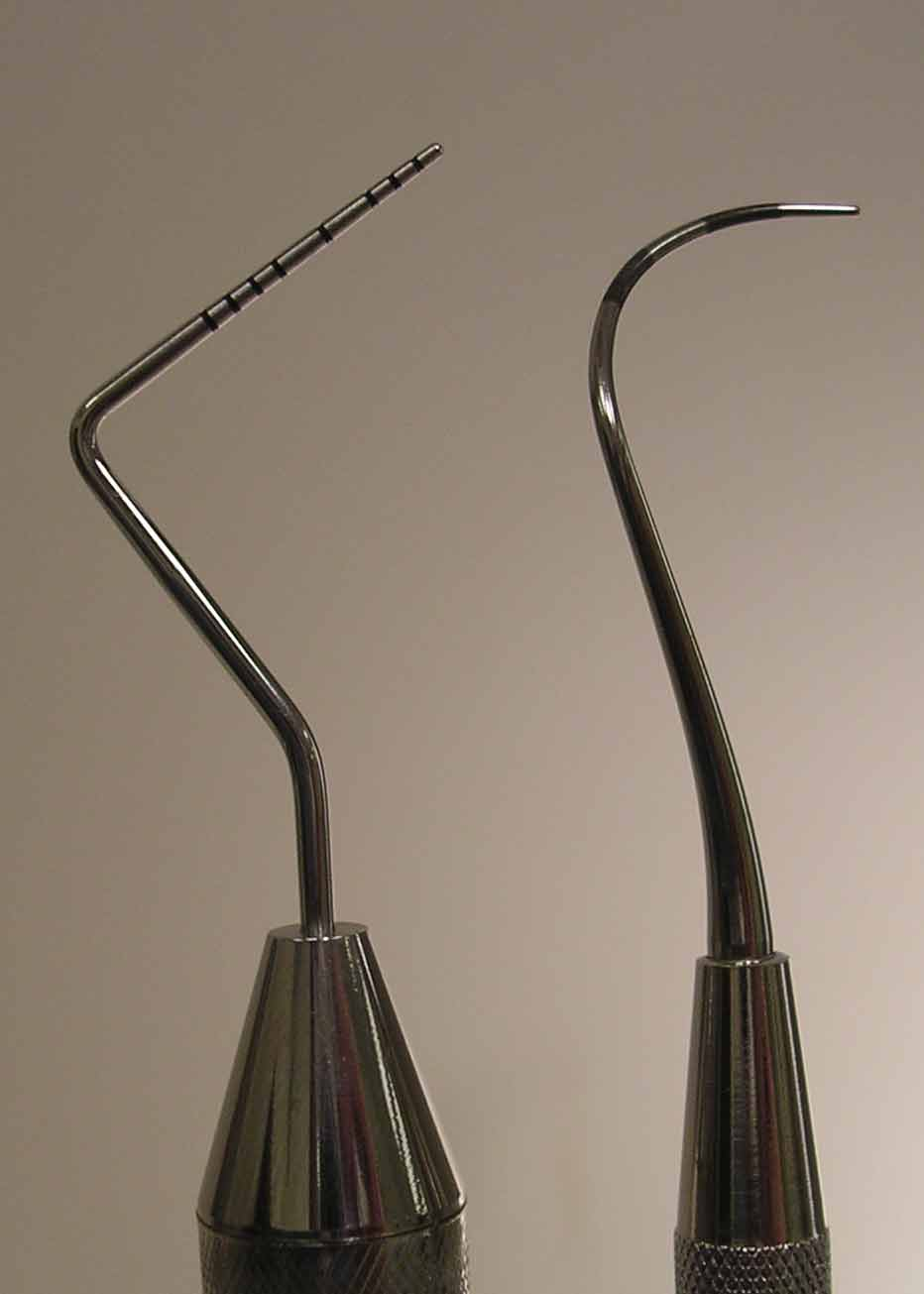
Parodontalsonde (links); Bifurkationssonde (rechts)

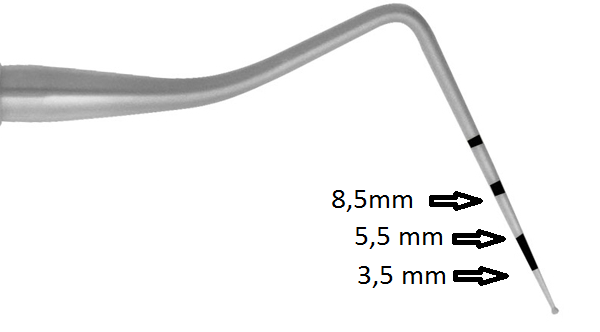
WHO-Sonde zur Messung des PSI-Codes

Parodontalsonden werden auch als Parodontometer bezeichnet. Mit diesen Instrumenten kann die Tiefe von Zahnfleischtaschen innerhalb der Parodontaldiagnostik und der Diagnostik der Periimplantitis gemessen werden. Zur Früherkennung parodontaler Erkrankungen wird mit den Parodontalsonden der Parodontale Screening-Index (PSI) erhoben. Die Sonden sind entweder mit farblichen Markierungen oder Kerben versehen, um die Taschentiefen ablesen zu können. Es gibt diverse Modifikationen, wobei die WHO-Sonde die gebräuchlichste ist.
- WHO-Sonde einendig, mit Markierungen bei 0,5 mm, 3,5–5,5 mm, 8,5 mm und 11,5 mm. Ab einer Taschentiefe von 3,5 mm erfolgt nach den Richtlinien des Gemeinsamen Bundesausschusses eine Kostenübernahme der Parodontitisbehandlung durch die Gesetzliche Krankenversicherung in Deutschland. Um das Zahnfleisch nicht zu verletzen, ist das Sondenende mit einer kleinen Kugel von 0,5 mm Durchmesser abgerundet. Die erste Markierung erfolgt nach 3 mm, so dass beim Versenken der Markierung eine Gesamttaschentiefe von 3,5 mm gemessen werden kann.
- Parodontometer nach Williams mit Einkerbungen oder farblicher Markierung bei 1 mm, 2 mm, 3 mm, 5 mm, 7 mm, 8 mm, 9 mm und 10 mm.[2]

### Bifurkationssonden
Zur Messung von freiliegenden Bifurkationen dient das Parodontometer nach Nabers, das einer sichelförmigen Sonde zur Kariesdiagnostik entspricht, die jedoch mit Längenmarkierungen alle 3 mm und einer stumpfen Spitze versehen ist.

## Sonstige zahnmedizinische Sonden

Miller-Nadel

### Miller-Nadel
Die Miller-Nadel ist eine Sonde, die in der Zahnmedizin zum Auffinden und Sondieren von Wurzelkanälen benutzt wird.

### DNS-Sondentest
Mit Hilfe von dünnen Papiersonden (Papierspitzen) können Proben aus den Zahnfleischtaschen entnommen werden, um diese in einem Labor gentechnisch untersuchen zu lassen. Dabei wird gezielt nach den Markerkeimen bzw. nach Teilen ihrer DNS (Erbsubstanz) gesucht. Zunächst werden drei Bakterienarten untersucht, es können jedoch bis zu fünf weitere Bakterien mittels DNS-Sondentest nachgewiesen werden. Hierzu zählen Agregatibacter actinomycetemcomitans, Porphyromonas gingivalis, Prevotella intermedia, Tanerella forsythesis und Treponema denticola.

### Knopfsonde

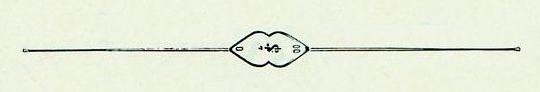
Knopfsonde nach Bowman (mit „Blatt“ in der Mitte)

Zur Sondierung eines Fistelganges einer Zahnfistel werden stumpfe Knopfsonden, beispielsweise die Knopfsonde nach Bowman, die er ursprünglich als Tränenkanal-Sonde entwickelt hat, verwendet. Damit kann auch eine Mund-Antrum-Verbindung (MAV), die Eröffnung der Kieferhöhle nach der Zahnextraktion eines Molaren im Oberkiefer, diagnostiziert werden.

## Sonden in der Zahntechnik
In der Zahntechnik werden Aufwachs-Sonden zum Modellieren von Wachsmodellationen bei der Zahnersatzherstellung verwendet, beispielsweise in der Gnathologie Aufwachsinstrumente nach Peter K. Thomas.